# Tammy Tiehel
Tammy Tiehel, bürgerlich Tamara „Tammy“ Stedman (* 18. Juni 1964 in Philadelphia, Pennsylvania) ist eine US-amerikanische Filmproduzentin und Managerin im Filmbereich, die bei den 72. Academy Awards 2000 in der Kategorie „Bester Kurzfilm“ (Live Action) mit einem Oscar ausgezeichnet worden ist.

## Biografie
Tammy Tiehel wuchs in einem Vorort von Philadelphia auf. Ihren Bachelor of Arts machte sie am Washington College in Chestertown, daran schloss sich der Master of Arts des American Film Institute (AFI) in Los Angeles an. Ihre Laufbahn begann sie in den frühen 1990er-Jahren als Persönliche Assistentin und avancierte schließlich zur Produktionsleiterin. Tiehel arbeitete auch als Drehbuchautorin für Dokumentarfilme. Mitte der 1990er-Jahre zog sie nach Los Angeles, um dort das American Film Institute zu besuchen.
Zusammen mit Barbara Schock wurde sie für den gemeinsamen AFI-Master-Abschlussfilm My Mother Dreams the Satan’s Disciples in New York mit einem Oscar ausgezeichnet. Tiehel arbeitete auch als Casting-Assistentin für Allison Jones und Aisha Coley. Nach dem Besuch der AFI war sie Mitarbeiterin bei Kaos Entertainment in Santa Monica und produzierte Dokumentarkurzfilme für TLC und Discovery Channel. Im Jahr 2001 zog sie dann berufsbedingt an die Ostküste der USA und gründete dort 2003 die Produktionsfirma Ridley Park Pictures, LLC, um Kurzfilme und Non-Profit-Videos zu produzieren.
Das 2003 veröffentlichte Kurzfilmdrama Touched, das Tiehel produzierte, handelt von zwei zutiefst einsamen Männern, die versuchen, eine aufrichtige menschliche Bindung herzustellen, und basiert auf wahren Ereignissen im Leben des Schriftstellers und Regisseurs Mike Lemon. Die 2006 von Tiehel produzierte preisgekrönte Kurzfilm-Komödie Suburban Cowboy entstand im Rahmen des internationalen Filmwettbewerbs „The 48 Hour Film Project“ und wurde in weniger als 48 Stunden gedreht und bearbeitet. Tiehels Schwester Amy spielte die weibliche Hauptrolle im Film, beider jüngste Schwester Tricia schrieb das Drehbuch. An der 2015 veröffentlichten romantischen Komödie How to be sexy (Originaltitel Slow Learners), in der es um Selbstfindung und das Bestreben geht, sich in den Menschen zu verwandeln, der man gern sein möchte, war Tiehel als Produzentin beteiligt, während ihre Schwester Amy in einer kleineren Rolle zu sehen war. Bei dem historischen Kurzfilmdrama Redcoats trat Tammy Tiehel als Produzentin auf, während Amy Tiehel Regie führte, fürs Drehbuch verantwortlich zeichnete und auch eine kleinere Rolle übernahm.
Von 2004 bis 2009 widmete sich Tiehel, die mit Bill Stedman verheiratet ist, überwiegend ihrer Familie, insbesondere dem Werdegang ihrer drei Kinder.

## Filmografie (Auswahl)
- 1993: Furniture to Go (Fernsehserie; Produktionsmanagerin)
- 1993: Home Matters (dokumentarischer Fernsehfilm; Produktionsmanagerin)
- 1995: Statistically Speaking (Kurzfilm; Assistentin des Regisseurs)
- 1995: Quotenkönig im Affenstall (The Barefoot Executive, Fernsehfilm; Casting)
- 1995: Ein Single kommt immer allein (The Single Guy, Fernsehserie; 8 Folgen; Casting)
- 1996: Das Girl aus der Steinzeit (Encino Woman, Fernsehfilm; Casting)
- 1997: The Wonderful World of Disney (Fernsehserie, Folge Ein toller Käfer kehrt zurück (The Love Bug); Casting)
- 1998: My Mother Dreams the Satan’s Disciples in New York (Kurzfilm, Produzentin)
- 2003: Touched (Kurzfilm; Produzentin)
- 2006: Suburban Cowboy (Kurzfilm; Produzentin)
- 2015: How to be sexy (Slow Learners; Produzentin)
- 2017: Redcoats (Kurzfilm; Produzentin)

## Auszeichnung (Auswahl)
Oscarverleihung 2000: Oscar für Tammy Tiehel und Barbara Schock und den Film My Mother Dreams the Satan’s Disciples in New York in der Kategorie „Bester Kurzfilm“ (Live Action)